# Troféu Nordeste
De Troféu Nordeste werd in mei 1923 gespeeld en was een regionaal voetbaltoernooi voor clubs in het noordwesten van Brazilië. De kampioen en vicekampioen van de staatscompetities van Bahia, Pernambuco en Paraíba waren hiervoor gekwalificeerd samen met twee topteams uit Alagoas, waar er nog geen competitie was.
América uit Recife werd kampioen. De competitie werd eenmalig georganiseerd.

## Groepsfase

### Groep A
| 1 | Botafogo    |
| 2 | América     |
| 3 | Cabo Branco |
| 4 | CRB         |

### Groep B
| 1 | Sport   |
| 2 | CSA     |
| 3 | Vitória |
| 4 | América |

## Halve Finale
|                |            |       |       |  |
| Halve finale 1 | América FC | 6 – 2 | Sport |  |
| Halve finale 1 |            |       |       |  |

|                |             |       |     |  |
| Halve finale 2 | Botafogo SC | 1 – 2 | CSA |  |
| Halve finale 2 |             |       |     |  |

## Finale
|      |            |       |     |  |
| Heen | América FC | 1 – 0 | CSA |  |
| Heen |            |       |     |  |

|       |     |                  |            |  |
| Terug | CSA | 1 – 0 (0-3 n.p.) | América FC |  |
| Terug |     |                  |            |  |

### Kampioen
| Campeonão do Troféu Nordeste de 1923 |
| Pará                                 |
| ------------------------------------ |
| AMÉRICA Kampioen                     |